# Polyptychus erosus
Polyptychus erosus is een vlinder uit de familie van de pijlstaarten (Sphingidae). De wetenschappelijke naam van de soort werd in 1923 gepubliceerd door Heinrich Ernst Karl Jordan.